# Тевини (Озолайнская волость)
Те́вини (латыш. Tēviņi) — населённый пункт в Резекненском крае Латвии. Входит в состав Озолайнской волости. Находится рядом с главной автодорогой A13 у юго-западной окраины города Резекне. Рядом протекает река Меденка (приток Резекне). По данным на 2018 год, в населённом пункте проживало 57 человек.

## История
В советское время населённый пункт входил в состав Озолайнского сельсовета Резекненского района. В селе располагалась Резекненская птицефабрика.